# 稲田喬晃
稲田 喬晃（いなだ たかあき、1978年 - ）は、日本の写真家。

## 略歴
大学卒業後、世界一周の撮影修行。帰国後、写真家山岸伸に師事。2006年、独立後、フリーランスのカメラマンとして活動している。
人物撮影では、グラビア撮影、商品広告CM、企業PV、雑誌、Web媒体など。動物カメラマンとしても野生動物や競走馬などをテーマに動画撮影など手がけムービカメラマンとしても活動している。

## Web
- イッセイミヤケ PLEATS PLEASE ホームページ撮影 [1]
- Microsoft MSN ﾋﾞｭｰﾃｨｰﾍﾟｰｼﾞ撮影[2]
- アリシアクリニック (モデル 神田沙也加)[3]
- 女神降臨(CS MONDTV) [4]
- J-WAVE　・GMOメディア 　・JRA日本中央競馬会　・日本テレビ
- 早稲田大学、筑波大学、京都大学

## 紙媒体
- 雑誌　ヘアカタログ　おとなの髪。 笠倉出版社
- ヘアカタログ、ボウズｴｸｽﾄﾘｰﾑ オークラ出版
- 雑誌　生活情報誌 ESSE 扶桑社
- カメラ誌　CAPA 学研
- FRIDAY 講談社
- FLASH 光文社
- 週刊アサヒ芸能 徳間書店
- 週刊大衆 双葉社
- 週刊実話 日本ジャーナル出版
- カレンダー　ホリプロスカウトキャラバングランプリ　ハゴロモ
- カレンダー 「STREET CATS 2016」　ハゴロモ
- 写真集　葵いぶき写真集「To-Iki」彩文館出版 2023.8
- 写真集　浅野こころ写真集「恋心」彩文館出版 2024.1
- 写真集　三葉ちはる写真集「萌芽」彩文館出版 2024.5

## TV、映画
- NHK「生き物地球紀行」
- TBS「どうぶつ奇想天外!」
- CS MONDOTV 「女神降臨」
- TV朝日 「ロンドンハーツ」
- 映画「抜け忍」「忍邪」「KUNOICHI」「AVN」「work shop」他

## 写真展
- 「ПРОСПЕКТ ГАГАРИНА 33」オリンパスギャラリー東京、大阪 2011.1
- 「matatabi」atelier coin 東京 吉祥寺
- 「色彩の旅」 オリンパスギャラリー東京、大阪[5]2013.1
- 「草原の民 -Portrait in Kazakh- 」キヤノンギャラリー銀座、大阪 2021.2
- 「彩りのシルクロード-ウズベキスタンと日本の原風景」平山郁夫国際文化キャラバンサライ タシュケント/ウズベキスタン 2024.3